# Elverfolk
|  | Elverfolket er også en tegneserie: Se Elverfolket (tegneserie). Betegnelsen elverfolk eller elvere bruges ofte i betydningen kendt fra Hobitten og Ringenes Herre: Se Elverfolk (Tolkien). |
Elverfolk eller alfer er en gruppe af overnaturlige væsner i nordeuropæisk folketro. I den danske og svenske folklore omfatter de bl.a. feer, ellepiger og elledrenge, dog ikke nøkker, det er en anden slags væsen. I Tyskland bruges betegnelsen Alb, i England og Nederlandene elf, i Sverige älv, i Norge alv, af norrønt alfr, af uklar oprindelse; måske af en rod med betydningen "hvid", jfr latin albus.
I folkevandringstiden blev alferne opfattet som de afdødes ånder. De holdt til i høje eller skove. I norrøn mytologi var alvene en type naturvætter. I nyere folketro minder de mere om huldrefolk eller underjordiske. Nogle steder knyttes de til vand, som den svenske strömkarl og den norske fossegrim. De kan også færdes i indsøer og lave bobler i isen. På Sunnmøre kaldes disse bobler boler eller lakseboler, ud fra den opfattelse, at det er laks, der gylper dem op fra dybet. Om vinteren laver boblerne hulrum i isen, dannet af metan, der stiger op fra rådnende planterester på bunden. Tidligere antændte man boler i vintermørket.
I fortællingerne om elverfolk kan der spores træk fra andre mytologiske væsner, fx dværge, vætter, jætter, trold, nisser, de underjordiske som fx; vittror, oknytt, skrømt og videre også skogsrån og huldrer. Den gamle religion levede til en vis grad videre i folkloren, men denne indeholdt også mange kristne elementer. Især i det 16. århundrede ændredes elvernes karaktér hastigt, da de blev til små og skadevoldende væsener; i tidligere tider havde man opfattet dem som værende af normal menneskelig størrelse. Deres boliger fandtes som regel under jorden i høje, bjerge, brønde, kilder eller vandløb.
I tidlig moderne og i moderne tid er elverne i britisk og nordisk folklore blevet associeret med de sydeuropæiske feer, først i Storbritannien, senere i primært Danmark og Sverige. Disse væsner, der kan spores igennem fransk folklore til romersk mytologi, bliver normalt fremstillet som ungdommelige, utrolig smukke og meget små og bevingede væsener. I 19. århundredes romantik blev der i litterære kredse gjort forsøg på at fremstille elverne i deres oprindelige form. I denne periode blev de ofte fremstillet som unge mænd og kvinder af stor skønhed. Disse fremstillinger lagde grunden til elverne i 20. århundredes fantasylitteratur, hvor særligt J. R. R. Tolkiens værker fik stor indflydelse. Hans elvere bygger desuden i høj grad på den nordiske mytologi.

## Mytologisk og historisk baggrund
Forestillingerne om elverfolk har ændret sig meget gennem historien. I før-kristen tid blev de, under navnet alfer opfattet som lokale guddomme, der var knyttet til det opdyrkede kulturlandskab og menneskenes bosteder. Det var i reglen navnløse kollektive guder, der var nært knyttet til de store guder, dvs. aserne og vanerne. Meget tyder på at de var repræsentanter for afdøde medlemmer af slægten, og at de havde magt over frugtbarhed, sundhed og velstand. I hedensk tid havde man en række ritualer som indgik i en alfekult, bl.a. alfeblot, nogle af dem har sandsynligvis overlevet i den senere folklore. Alferne og forestillingerne omkring dem er relateret til de animistiske strukturer, der kendes fra næsten alle traditionelle religioner i verden.
I den norrøne litteratur findes en mere systematiseret beskrivelse af alferne. Særligt hos Snorre Sturlason finder man en klar struktur, hvor de fremstilles som en slags guderace af lavere rang, der færdedes sammen med de større guder. Deres hjemverden var Alfheim, med frugtbarhedsguden Frej som fyrste. Snorre skelner mellem lysalferne i Alfheim, og svartalferne, der blev forbundet med dværgene. Alfeblot har været holdt som privat hjemmekult, især i forbindelse med julen.
Hvordan de underjordiske blev til, forklares i folketroen med alle de børn, Adam og Eva havde fået. En gang kom Vorherre på besøg, inden Eva havde nået at få dem alle vasket og gjort præsentable. Derfor nøjedes hun sig med at vise ham de børn, hun havde nået at få vasket; resten lukkede hun inde i kælderen. Men Vorherre gennemskuede hende og sagde, at de børn, hun havde gemt under jorden, også skulle holde sig der for al fremtid.

## Elvere i nordisk folklore
I nordisk folklore, hvori indgår elementer af nordisk mytologi og elementer fra kristen mytologi, optræder forskellige typer af væsner, typisk af hunkøn, der samlet betegnes som elverfolk. I Danmark kaldes de"elver" eller "ellefolk", på svensk alv eller älva og på norsk "alv", men de optræder kun sjældent i den lokale folklore, og når de gør det, er det som synonym med huldrefolk eller vætter. Det er en kategori af underjordiske væsener som sandsynligvis er mere beslægtet med dværgene end alferne. Disse er også sammenlignelige med de islandske huldufólk og de bornholmske underjordiske. I Danmark og Sverige har nissen og tomten mange ligheder med disse underjordiske, men de er primært knyttet til gården og boligen.
I Danmark og Sverige er elverne væsener som er adskilte fra vætterne, selv om grænserne mellem dem i mange tilfælde er uklare. I reglen beskrives de som meget smukke piger som var hule i ryggen og som levede i skoven, i krat eller i moseområder sammen med elverkongen; de afbildes typiske som blonde, klædt i hvidt tøj og (som mange væsener i nordisk folklore) rasende og ondskabsfulde når de blev fornærmede, og kunne af og til lokke folk i døden, ligesom lygtemænd. Elverne var dog ikke udelukkende unge og smukke. I det svenske eventyr Lilla Rosa och Långa Leda, kommer der en elverkvinde i slutningen og redder heltinden, Lille Rosa, på betingelse af at kongens køer ikke længere skal græsse på hendes jordhøj. Denne elverkvinde er beskrevet som en smuk, ældre kvinde.
Elvere kunne blive set dansende på gravhøje om natten og i tågen om morgenen. De efterlod en form for ringe, der hvor de havde danset deres runddanse. De bliver kaldt elverringe eller hekseringe, og er i virkeligheden en svamps frugtlegemer. Det var en udbredt forestilling at det medførte kønssygdomme, hvis man urinerede i en sådan ring. I det svenske eventyr Hyrdedrengen  opstår en elverring i græsset efter elvernes dans. Eventyret ender med at elverkongen hjælper den hyrdedreng der opdagede elverne, med at frelse prinsessen. H. C. Andersen fortæller i Elverhøi (1845) om elverfolkets og andre naturånders fest i Elverhøj en sommernat.
Hvis et menneske så på elvernes dans, ville han opdage at selv om der tilsyneladende kun var passeret et par timer, kunne der være gået mange år i den virkelige verden. Dette tidsfænomen er genfortalt i Tolkiens Ringenes herre, da det fremgår at tiden tilsyneladende står stille, mens hovedpersonerne opholder sig i elverrigerne Kløvedal og Lothlórien. Denne forestilling har en fjern parallel i den irske sídhe. I den norske folkevise Olav Liljekrans fra senmiddelalderen (som Henrik Ibsen brugte som forlæg for stykket Olaf Liljekrans) inviterer elverdronningen ham til en dans, men han afslår da han ved hvad der vil ske dersom han begynder at danse. Og desuden er han på vej hjem til sit eget bryllup. Dronningen tilbyder ham gaver, men han afslår igen. Hun truer med at tage ham af dage, men han rider af sted og dør derefter af den sygdom, som hun har forbandet ham med. Hans unge brud dør af hjertesorg.
I nogle fortællinger optrådte de som sygdomsånder. Almindeligvis drejer det sig om hududslæt, som i Norge stadig kaldes elveblest. For at beskytte sig selv mod ondskabsfulde elvere brugte man elverkors (Alfkors, Älvkors eller Ellakors) som blev skåret ind i bygninger eller andre objekter. Det eksisterede i to former. En som var et pentagram, og som fortsat var i brug tidlig i 19. århundrede i Sverige, hvor det blev malet eller skåret ind i døre, vægge og værktøj for at beskytte det mod elvere. Og en form som var et ordinært kors skåret ind i runde eller aflange sølvplader. De blev båret om halsen som talisman. I nogle egne blev det også placeret på alteret i løbet af tre sammenhængende søndage.
Skålgruber er særlig form for helleristning. De er blevet fundet overalt i Skandinavien, og blev i ældre tider i Sverige kaldt älvkvarnar. Det peger mod at de tidligere er blevet brugt i en rituel sammenhæng, hvor man har ofret fødevarer (måske smør) i disse gruber til elvere. Det er usikkert, hvor gammel en sådan skik er, og hvor længe den har været i brug. Skålgruberne er runde fordybninger i sten, og de har er også blevet tolket som et kvindeligt seksualsymbol, dvs. en repræsentation af de kvindelige kønsorganer.

### Island
I modsætning til det øvrige Norden, er der i det moderne Island en relativt stor del af befolkningen, der enten tror på eksistensen af huldufólk , eller som i det mindste ikke vil udelukke den. Dette kan sandsynligvis til en vis grad skyldes tiltag der skal fremme turisme. Et studie fra 2007 ved Islands Universitet ledet af Terry Gunnell, professor i folklore, viste dog, at mere end halvdelen af islændingene ikke ville afvise eksistensen af elvere og spøgelser. En anden undersøgelse fra 1974 af professor i psykologi og samfundsvidenskab, Erlendur Haraldsson, viste (ifølge Fréttablaðið) nogenlunde det samme. Gunnell konkluderede at islændingene tilsyneladende er mere åbne overfor for fænomener som divination, spøgelser og alfer end andre nationer. Huldufólk stammer fra de nordiske alfer, og lever i bjerge og sten.

## Britisk folklore
I den britiske folklore fra tidlig moderne tid bliver elvere normalt portrætteret som små, flygtige folk, ofte usynlige, og med en ondskabsfuld personlighed. De var imidlertid ikke onde i sig selv, men kunne irritere mennesker. I den britiske tradition har elverne store ligheder med feer, som oprindeligt stammer fra fransk eller gælisk folklore. Elfs optræder i både engelske og skotske ballader og folkeeventyr. Disse historier indeholder ofte en rejse til Elphame eller Elfland (bygger på Álfheim fra den nordiske kosmologi). Det er et eventyrligt rige, der i nogle tilfælde også er et skræmmende og uvelkomment sted. Elveren bliver i nogle tilfælde fremstillet i et positivt lys, men er i mange tilfælde en skummel figur, der kan være ude på mord eller voldtægt. I det fleste ballader er elveren af hankøn, og dronningen af Elfland er næsten den eneste kvindelige elf, som omtales.[kilde mangler]
Med tiden har ordet elf på engelsk, ligesom det litterære begreb fairy, udviklet sig til at blive en generel betegnelse for forskellige naturånder, bl.a. Puck, gnomer, Robin Goodfellow, brownies i Skotland, og hobgoblins i Northumberland, og lignende. Disse begreber er, ligesom de beslægtede termer i andre europæiske sprog, ikke længere klart adskilte i folkloren.
Ofte er det forestillingen om elvernes rolle som skadevoldere, der har overlevet. ‘‘Elverskud’‘ (engelsk Elf-shot, elf-bolt eller elf-arrow) er fx en betegnelse, der stammer fra Skotland og det nordlige England. Det ældst kendte tilfælde findes i manuskript fra slutningen af 16. århundrede. Her bliver det brugt i betydningen ‘‘skarp smerte givet af alfer’‘, men det er også blevet brugt som betegnelse for pilespidser af flintesten fra stenalderen. De blev tillagt en rituel og helbredende betydning, og blev efter sigende brugt af hekse til skade folk og fæ. En "ugle" i håret blev kaldt for elf-lock, sammenfiltret af alvene, og pludselig lammelse blev nogen ganger kaldt elf-stroke. Beskrives bl.a. i følgende uddrag fra en ode af Willam Collins fra 1750:
There every herd, by sad experience, knows
How, winged with fate, their elf-shot arrows fly,
When the sick ewe her summer food forgoes,
Or, stretched on earth, the heart-smit heifers lie.

## Tysk folklore
I den tyske folklore blev elvere, i lighed med den britiske, primært benyttet som forklaring på sygdomme og ulykker. De blev beskrevet som ondskabsfulde spøgefugle, der kastede sygdomme mod folk og fæ, og som gav dem onde drømme. Kun meget lidt materiale, alfer eller elben er blevet bevaret fra oldhøjtysk udover substantivformen alp, flertal alpî, elpî. Middelhøjtysk har et hunkøns entalsform elbe og flertal elbe, elber, men ordet forekommer kun sjældent i tekster, og er hovedsageligt bevaret i adjektivet elbisch. Hankønsformen Alp er blevet bevaret i moderne tysk som Albtraum i betydningen "mareridt". Den arkaiske form Alptraum betyder ‘‘elver-tryk’‘; det tyder, at man antog, at mareridt var et resultat af at en elver sad på den sovendes bryst. Dette svarer i store træk den nordiske tro på maren som red forbi og kunne give sovende onde drømme, og eventuelt døden under søvnen, deraf det danske ord mareridt, tilsvarende det svenske mardröm. Fra Sydeuropa kendes de parallelle legneder om incubi og succubi.[kilde mangler]
Den gamle tyske form Elb/Alp er i dag næsten fuldkomment blevet erstattet af den engelske form elf, Elfen via tyske oversættelser fra 18. århundrede af William Shakespeares En skærsommernatsdrøm. Jacob Grimm anvendte i sin Deutsches Wörterbuch udtrykket unhochdeutsch om ordet Elf, og beskrev det som et "tankeløst" låneord fra engelsk. J.R.R. Tolkien blev inspireret af Grimm og anbefalede i 1967, at man brugte det eksisterende tyske ord til oversættelsen til tysk af Ringenes herre, hvilket skete i 1972.
Som beskrevet ovenfor kunne en elverkonge undertiden optræde blandt overvejende kvindelige elver i Danmark og Sverige, og i det tyske middelalderepos Nibelungenlied spiller en dværg ved navn Alberich en vigtig rolle. Alberich kan bogstavelig oversættes til «elver-hersker», hvad der yderligere bidrager til forvirringen i forholdet dværg-elv som det kan ses allerede i Den yngre Edda. Via det franske Alberon er det samme navn gået ind i engelsk som Oberon – en legendarisk konge af elverne og feerne i William Shakespeares En midsommernatsdrøm (se nedenfor).
Johann Wolfgang von Goethes ballade om elverkongen, Der Erlkönig, har tilsyneladende sin oprindelse i Danmark, idet han baserede sit digt på «Erlkönigs Tochter», en oprindelig dansk historie oversat til tysk af Johann Gottfried Herder, hvor det dialektale danske ord Ellekonge, dvs. elverkonge, var fejloversat som tysk Erl-König , dvs. elletræs-konge. I den danske version var det i øvrigt ikke elverkongen selv, denahanstter, elle(r)kone, der var hovedpersonen, idet hun søgte at fange eller forlede mennesker for at tilfredsstille sit begær, såsom jalousi eller hævntørst. I tysk og dansk folklore synes denne elverkonge at have været et varsel om død, ganske lig banshee, et kvindeligt spøgelse, der varsler død i irsk mytologi. I modsætning til banshee optræder elverkongen kun for den person som skal dø. Den form han fremtræder i fortæller desuden personen hvilken død de vil få: et smertefuldt udtryk betyder en smertefuld død, mens et fredfuldt udtryk varsler en fredfyldt død. Dette aspekt af legenden blev især fremhævet af Goethes digt. Det blev senere sat i musik af Franz Schubert og Carl Loewe.
I Brødrene Grimms eventyr Die Wichtelmänner er titlens hovedpersoner to nøgne dukker, som hjælper en skomager i hans arbejde. Da han belønner dem for deres indsats med tøj, bliver de så glade at de løber af sted og aldrig bliver set igen. Selv om disse Wichtelmänner egentlig er beslægtet med væsener som nisser og dværge, er fortællingen på engelsk blevet oversat til The Elves and the Shoemaker. Den gav siden J. K. Rowling inspiration til husalferne i Harry Potter-fortællinger.
Variationer af den tyske elp omfatter også mosefolket eller skovfolket. Weisse frauen (Hvide frue) er en anden mulig parallel. Jacob Grimm knyttede ikke disse væsener direkte til elverne, men andre forskere har set en mulig kobling mellem dem og de skinnende lysalfer fra nordisk mytologi.

## Moderne anglo-amerikansk folklore

### Christmas elf
I USA, Canada, Storbritannien og Irland er elvere (elfs) en vigtig del af folkloren omkring Julemanden (Santa Claus). Christmas elfs/elves fremstilles typisk som små grønklædte elvere med spidse ører, lange næser og spidse hatte. De fungerer som Julemandens hjælpere i hans værksted på Nordpolen, hvor legetøj fremstilles til børnenes julegaver. Disse væsener har mange træk til fælles med de nordiske dværge.[kilde mangler] Julemandens elverhjælpere har også en stor rolle i flere eventyr, bøger og film, fx filmen Elf fra 2003.
Forestillingerne om den lille men arbejdsomme Christmas elf har haft stor indflydelse på opfattelse af elvere i populærkulturen, og er parallelt med Tolkiens elverfolk, de mest udbredte elvertyper i moderne anglo-amerikansk kultur.[kilde mangler] Elvere af denne type er flere gange blevet brugt i markedsføringsøjemed, fx af fødevareproducenten Kellogg's, der har brugt elverne Snap, Crackle og Pop (på dansk:"Piff! Paff! Puff!") som maskotter for Rice Krispies.

## Nyere litteratur og kultur
Påvirkningen fra skønlitteraturen har haft stor betydning for distanceringen af elverne fra deres mytologiske ophav. I det Elizabethanske England opfattede William Shakespeare elvere som småfolk, og han betragtede øjensynlig elvere og feer som samme gruppe af væsener. I skuespillet Henrik IV, del 1, akt II, scene iv, lader han Falstaff kalde på Prins Henrik, you starveling, you elfskin!, og i hans En skærsommernatsdrøm lader han elverne være næsten lige små som insekter. På den anden side gør Edmund Spenser elverne lige store som mennesker i The Faerie Queene.
Under indflydelse af Shakespeare og Michael Drayton (1563-1631) blev elvere og feer opfattet som små væsener. I viktoriansk litteratur er elvere i illustrationer normalt fremstillet som meget små menneskelignende mænd og kvinder med spidse ører og huer. Et eksempel er Andrew Langs eventyr Princess Nobody (1884), illustreret af Richard Doyle, hvor feerne er småfolk med vinger som sommerfugler, og elverne er småfolk med røde hatte. Det var undtagelsen når elvere optrådte i fuld størrelse; som fx i Lord Dunsanys The King of Elfland's Daughter (1924). I den lokale folklore i det nordlige England og sydlige Skotland vedblev elverne dog med at have samme størrelse som mennesker. Eksempelvis i fortællinger som The Queen of Elfan's Nourice og andre lokale varianter.

### Elverne i romantikken
Romantikken var en kulturel strømning i 19. århundrede, hvor man bl.a. lagde vægt på fantasi, følelser, natur og folkeliv. Og et af de mange fænomener, der dukkede op i den forbindelse var elvermystikken. Den fik især en opblomstring i England og var forbundet med nationalromantikken. Litterært havde elverne været til stede siden Edmund Spenser og Shakespeare, og med dem en indflydelse fra klassiske antikke forestillinger om nymfer. Der opstod forskellige kategorier af alfer; elverne fik et ungdommeligt udseende og menneskelig størrelse, mens feer blev små, fik sommerfuglvinger og blomsterhatte. Dette ideal blev gennemgående i hele 19. århundrede, og blev populariseret ikke mindst hos Elsa Beskow og Johan Sebastian Welhaven. Han brugte ofte elvere som stemningsskabere i sin naturromantiske lyrik.[kilde mangler]
Elverne kom også til at spille en vis rolle i den skandinaviske romantik. I Norge gjorde Henrik Wergeland brug af elvere i en del af sine skuespil, især farcerne. I Papegøien fra 1834 repræsenterer elverne den rigtige side (digterens egen) i en parafrase over samtidens kulturkonflikten. Disse elvere er små af vækst, men det pointeres at de de ånderne af døde dyr, som hovedpersonen har pint ihjel. Mod slutningen af stykket er der en reel mulighed for at hovedpersonen kan blive forvandlet til en natteelver. I nissespillet Den Constitutionelle fra 1839 optræder en elverhær af sifuliner under ledelse af elverkongen Sifaheddin. Disse slås også på den rette side, og deres modstanderne er tudserne og grågubberne under ledelse af Mara og nissekongen Grim. Elverhæren repræsenterer i dette stykke poesien og de lyse tanker hos menneskene. Mens deres modstanderne bliver efterhånden suppleret med legioner af nihilitter, dvs. tomme ord, som gør kampen aldeles håbløs.
I Danmark og Sverige blev elverforestillingerne påvirket af britiske idéer. På dansk er ordene alf og elver blevet adskilte, og alfer (dansk) og älvor (svensk) bliver i mange tilfælde brugt synonymt med fe (engelsk: fairiy). Et eksempel er eventyret Alfen og rosen af H. C. Andersen, her bliver alfen beskrevet som så lille, at han kan have en rosenblomst som hjem, og har vinger som når fra skuldrene til benene. H.C. Andersen var dog udmærket bekendt med de traditionelle danske forestillinger om elverfolk. I Alferne paa Heden, som findes i tredje kapitel af rejsebogen Skyggebilleder (1831), fremstilles alferne mere i retning af folklorens elverfolk. Han beskriver dem som smukke kvindelige væsner, med hul ryg, der lever i bakker og kampesten, og som kunne danse en mand til døde.

### Elvere i fantasy
Fantasygenren i 20. århundrede er primært groet ud af 19. århundredes romantik, hvor filologer som Andrew Lang og brødrene Grimm indsamlede folkeeventyr, som de frit genfortalte og udgave i populære værker. Et af de første moderne fantasyværker var The King of Elfland's Daughter fra af Lord Dunsany. Den mest indflydelserige forfatter indenfor genren var imidlertid J. R. R. Tolkien.

#### Elvere hos Tolkien
Tolkien udgav i 1937 Hobbitten, men her spiller elverne kun en mindre rolle. To år senere holdt han en forelæsning kaldet Om eventyrhistorier, hvor han introducerede begrebet "Fantasy". Han betegnede det som en: "higher form of Art, indeed the most nearly pure form, and so (when achieved) the most potent".[kilde mangler] I Tolkiens senere værker kom elverne til at spille en langt mere central rolle i fortællingerne.
I Tolkiens verden beskrives elverne som menneskelignende ædle væsener. Selv når de bliver stillet et direkte spørgsmål, giver de gerne et svar lige så mystisk som elveren selv. En elver bekymrer sig ikke om det verdslige, men lever og ånder for naturen. Over alt andet elsker de at tage hånd om deres egne børn, for selvom de lever længe, får de kun få børn. Sang, musik og fest er essentielt for dem. De er aldrig syge og behøver kun lidt søvn, i stedet slapper de af gennem samtaler og sang. Den elver som ikke bliver udsat for sorg eller vold, lever et evigt liv. En elver kan kendes på sit ansigt, der er både ungt og viser livserfaring, deres melodiske stemme, spidse ører og deres evne til at bevæge sig lydløst. Elvere har også fremragende syn og hørelse, samt en uforklarlig dragning til havet, ofte uden nogensinde at have set det.

#### Post Tolkien
Tolkiens værker blev efter 1960 så populære at elvere bygget på hans model blev faste ikke-menneskelige figurer i mange andre værker i fantasygenren, ikke bare bøger, men også film, rollespil og computerspil. Post-Tolkien fantasy-elvere, fx populariseret af rollespilsmodellen Dungeons & Dragons og specielt i Warcraft universet (her optræder flere forskellige former for elvere - bygget på forskellige mytologier), bliver elverne normalt fremstillet som smukkere og klogere end mennesker og med skarpere sanser. De beskrives også med bedre evner inden for magi og som mentalt men ikke nødvendigvis fysisk stærkere. Traditionelt er elverne blevet fremstillet som androgyne væsener, fx uden skægvækst, men i det senere år har de i flere værker fået en mere maskulin karaktér. En vigtigt træk er deres lange spidse ører. Arven fra Tolkien er så massiv at brud med Tolkiens model flere gange har været en væsentlig pointe i fortællingen; det gælder bl.a Wendy og Richard Pinis tegneserie Elverfolket og Terry Pratchetts Discworld.

#### Højelvere
Højelvere adskiller sig fra andre elvere ved typisk at bo i stenbyer snarere end i skoven. Højelvere ser som regel sig selv som den mest udpræget gode race, og ser andre racer som underlegne. Højelvere er også gerne den elverrace, der er bedst til magi. Mange fantasy-universer har højelver-racer:
- Vanyar er højelverne i J. R. R. Tolkiens Ringenes Herre.
- Højelvere er en race i Warhammer Fantasy.
- Højelvere er en race i Warcraft-universet.
- I Elder Scrolls-universet er højelvere – eller Altmer – gyldne elvere from Summerset Isles, kendt for deres stolthed, arrogance og stærke magi.
- I Everquest er højelvere meget stolte og arrogante, og bedre til magi end til kamp.